# Gaultheria solitaria
Gaultheria solitaria är en ljungväxtart som beskrevs av Herman Otto Sleumer. Gaultheria solitaria ingår i släktet Gaultheria och familjen ljungväxter. Inga underarter finns listade i Catalogue of Life.